# Straße der Menschenrechte

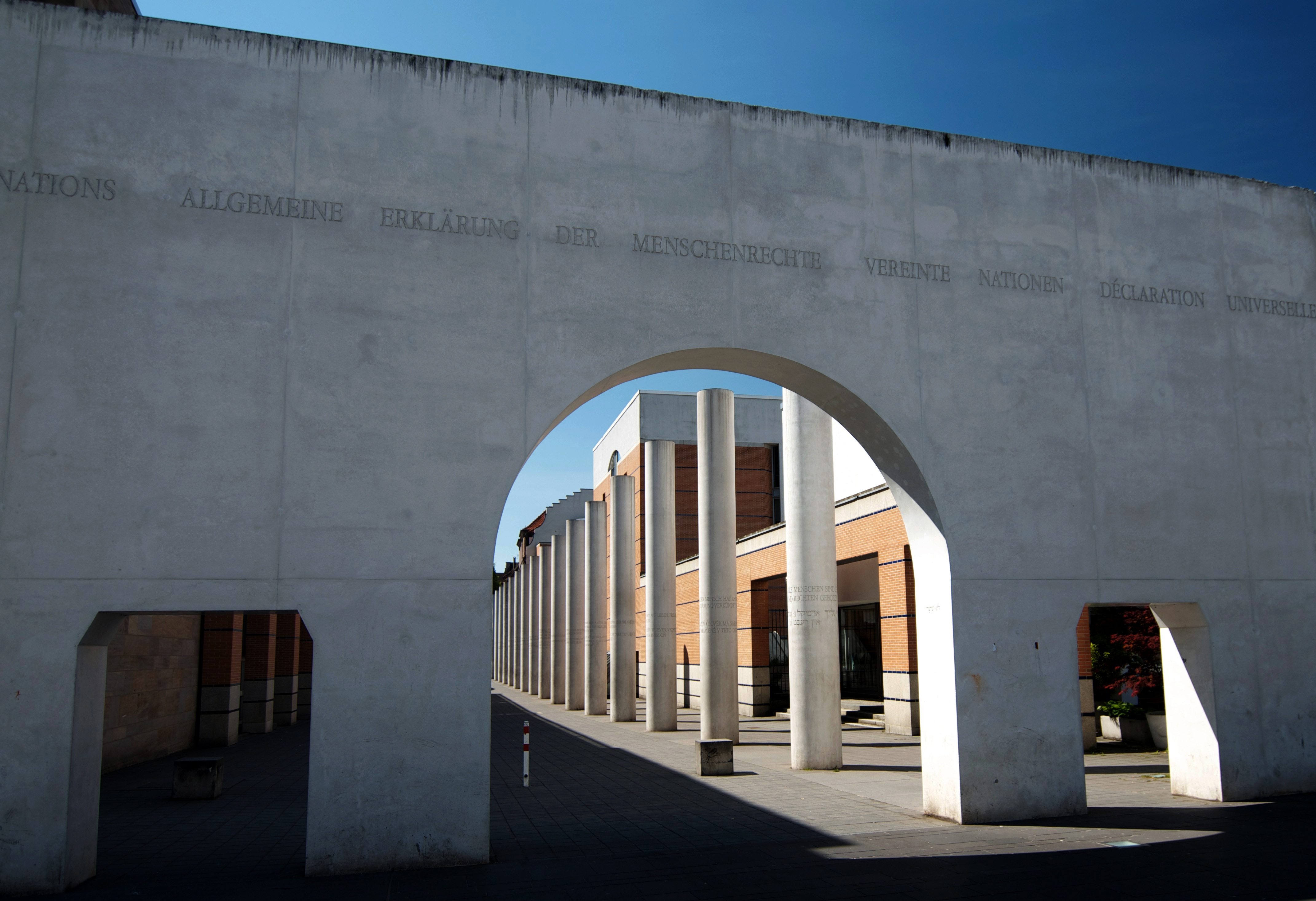
Eingang zur Straße der Menschenrechte (August 2011)

Die Straße der Menschenrechte (englisch The Way of Human Rights) ist eine weiträumige Außenskulptur und Gedenkstätte im Innenstadtbereich von Nürnberg. Sie wurde vom israelischen Künstler Dani Karavan geschaffen, dessen Konzept sich 1988 in einem Wettbewerb im Zusammenhang mit dem Erweiterungsbau des Germanischen Nationalmuseums durchsetzte.

## Aufbau
Die Anlage erstreckt sich über die gesamte Länge der Kartäusergasse, zwischen Kornmarkt und Frauentormauer. Von einem Eingangstor durch eine freistehende Wand (16 m breit, 8 m hoch) aus weißem Sichtbeton führt über eine Länge von 170 m in gerader Linie eine Reihe aus 27 Rundpfeilern aus Beton (8 m hoch, 80 cm im Durchmesser), zwei Bodenplatten (80 cm im Durchmesser) und einer Säuleneiche. Die in gleichen Abständen von jeweils 5,7 m angeordneten Elemente tragen als Inschriften jeweils einen Auszug aus den 30 Artikeln der Allgemeinen Erklärung der Menschenrechte in deutscher und einer weiteren Sprache.

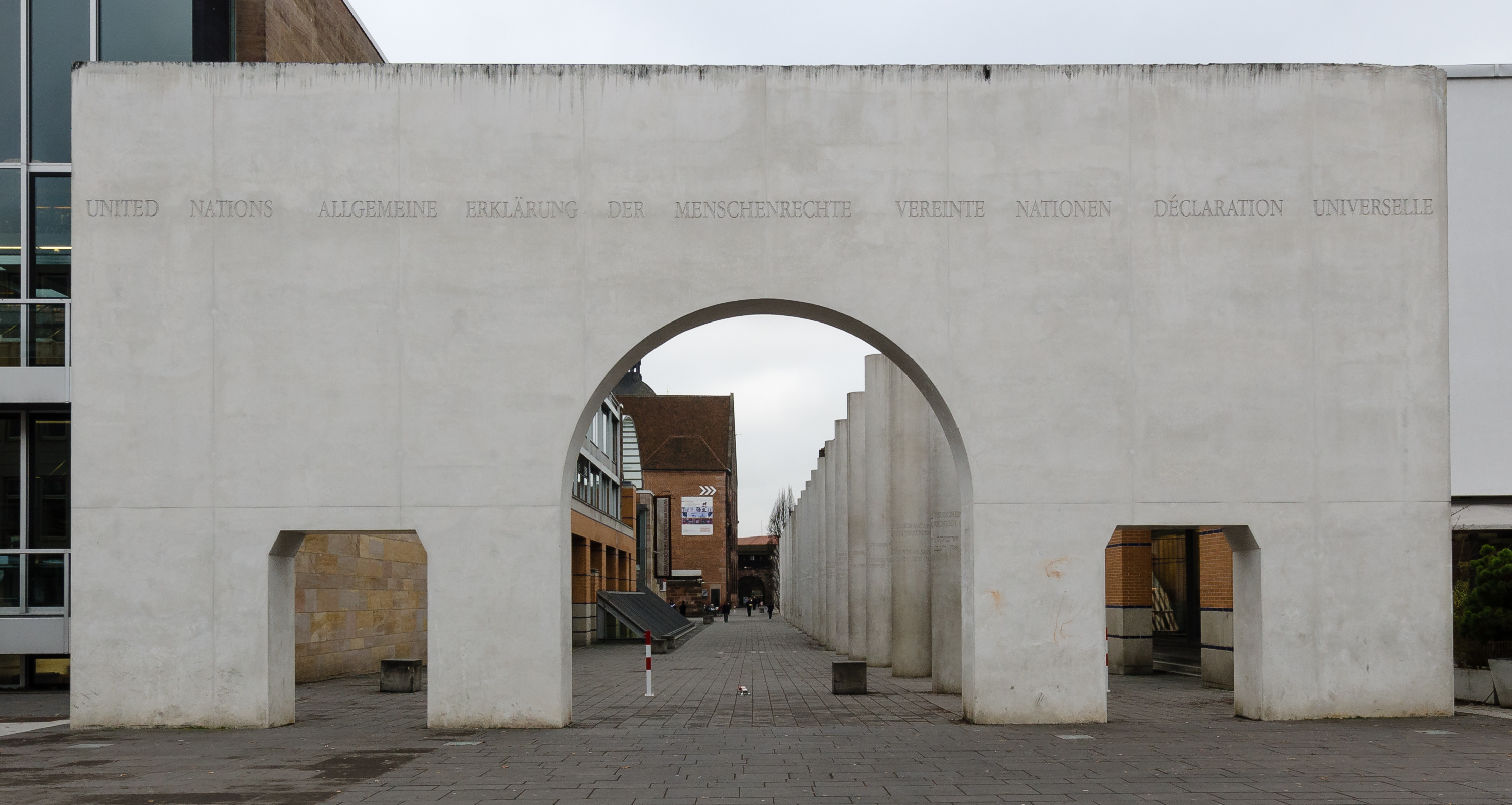
Eingang zur Straße der Menschenrechte (Dezember 2012)
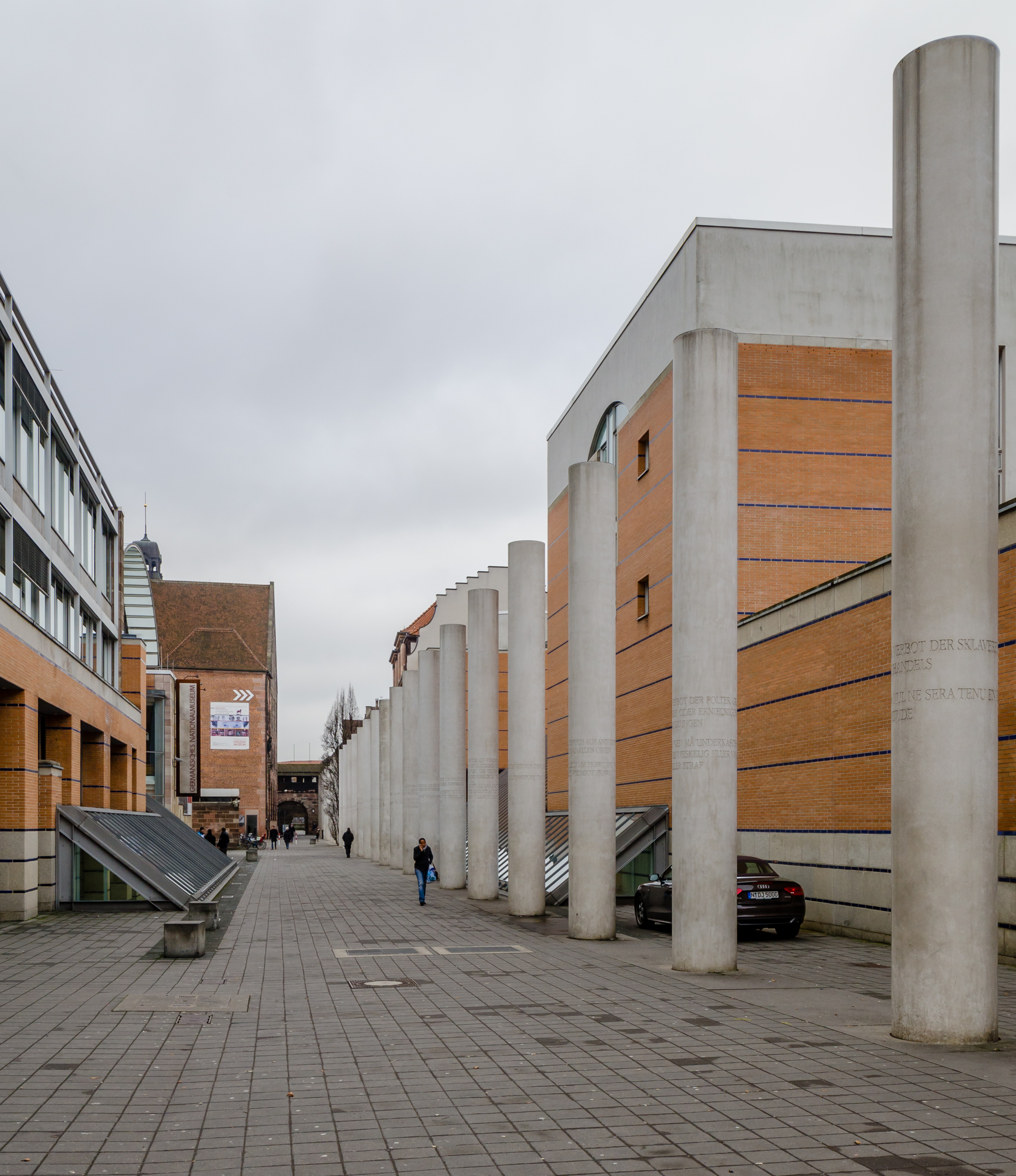
Straße der Menschenrechte (Dezember 2012)
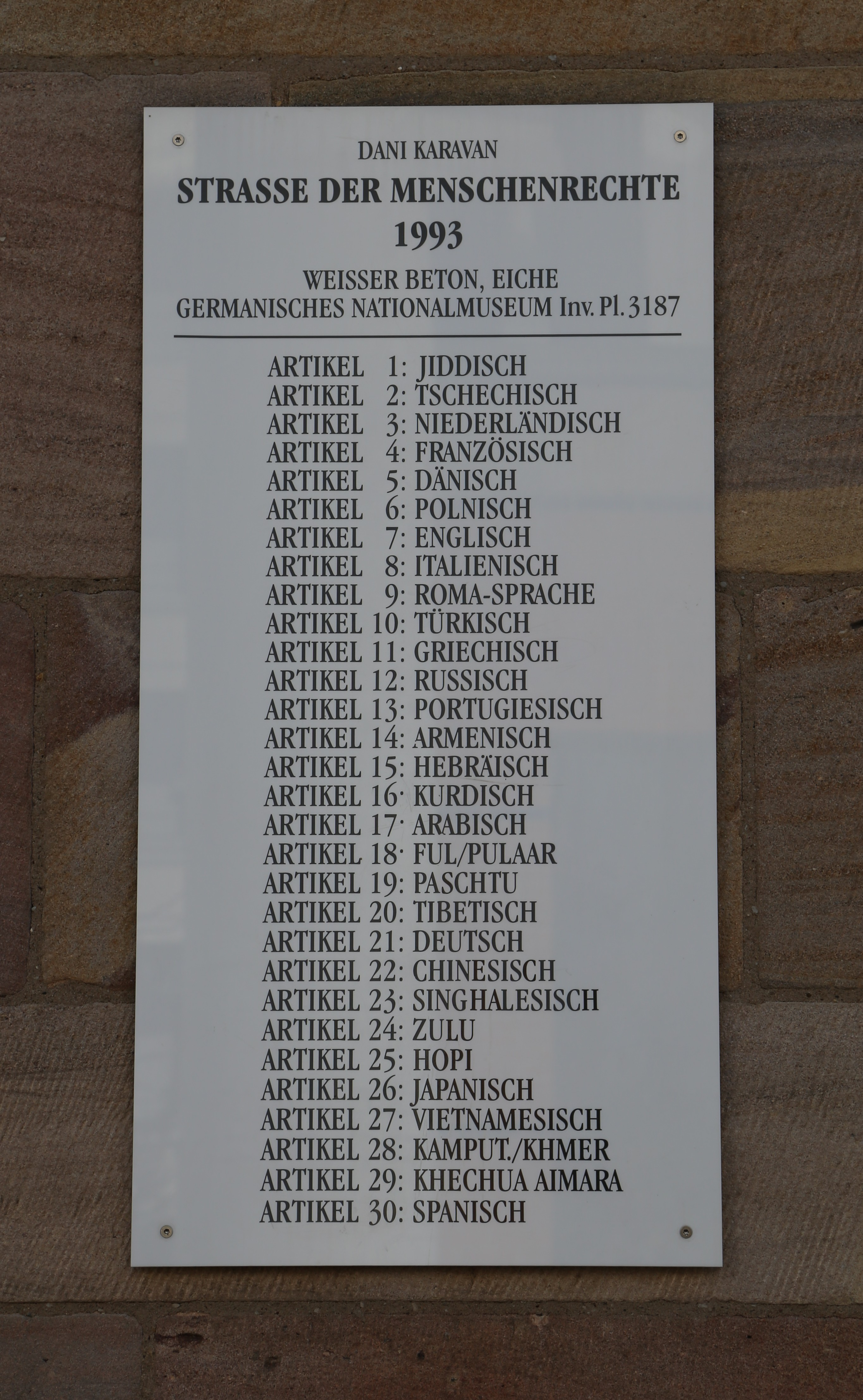
Infotafel über Sprachen der Artikel-Inschriften (April 2015)
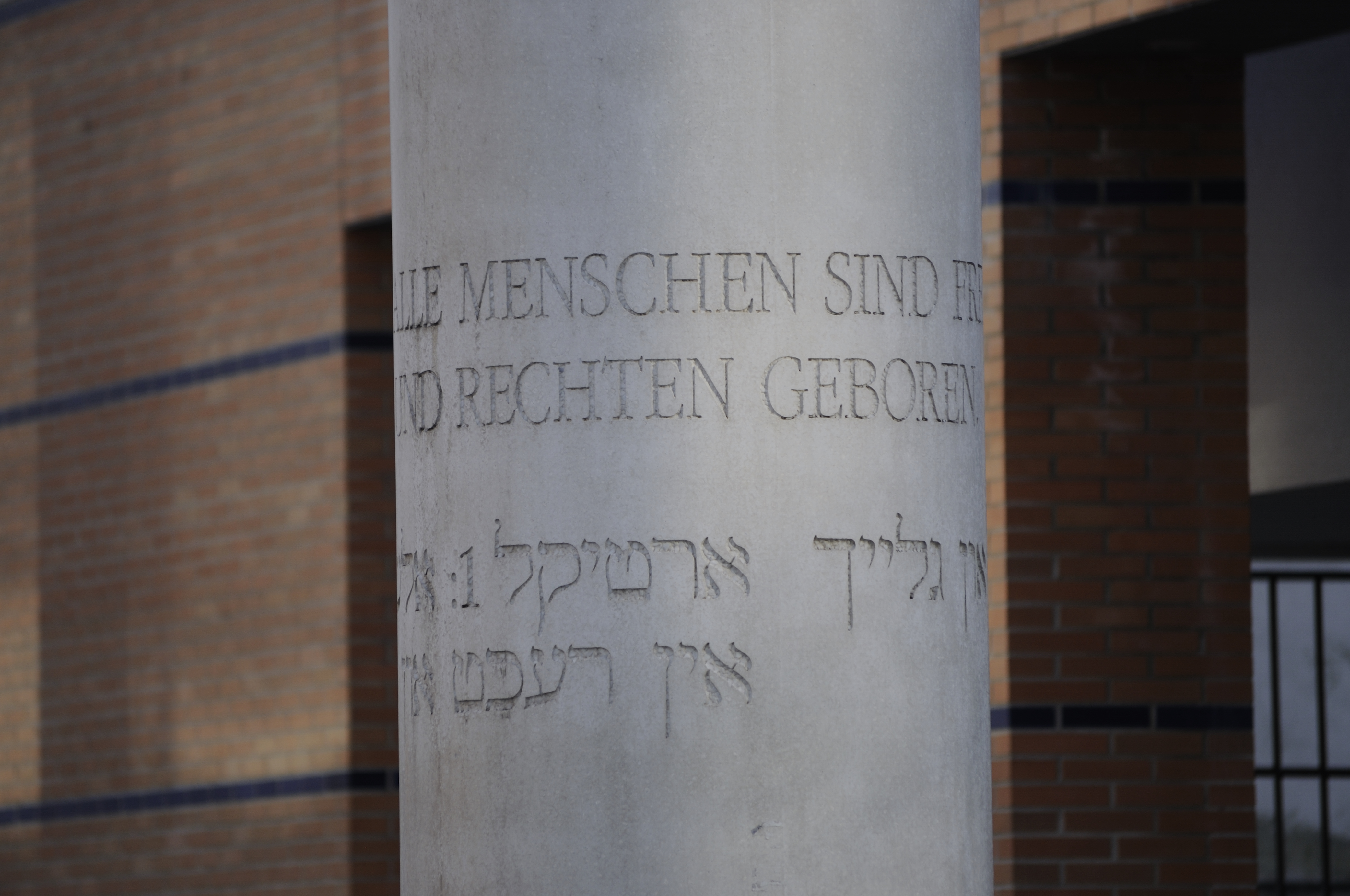
Detailansicht der Inschrift von Artikel 1 (März 2011)

## Wirkung
Nach Darstellung des Menschenrechtsbüros der Stadt Nürnberg ist die Straße der Menschenrechte „sowohl eine Anklage gegen die Verbrechen der Nationalsozialisten als auch eine zu Stein gewordene Mahnung an die Menschen, dass die Menschenrechte auch heute noch in vielen Staaten der Erde massiv verletzt werden“.
Die Straße der Menschenrechte wurde am 24. Oktober 1993 eröffnet. Im gleichen Jahr entstand die Idee zum Internationalen Nürnberger Menschenrechtspreis.